# Eric Engo
Eric Engo (ur. 1 sierpnia 1970) – gaboński piłkarz grający na pozycji obrońcy.

## Kariera klubowa
W swojej karierze piłkarskiej Engo grał między innymi w tunezyjskim klubie Espérance Zarzis.

## Kariera reprezentacyjna
W 2000 roku Engo został powołany do reprezentacji Gabonu na Puchar Narodów Afryki 2000. Tam rozegrał 2 mecze: z Republiką Południowej Afryki (1:3) i z Algierią (1:3), w którym został ukarany czerwoną kartką.